# チャールズ・バーニー

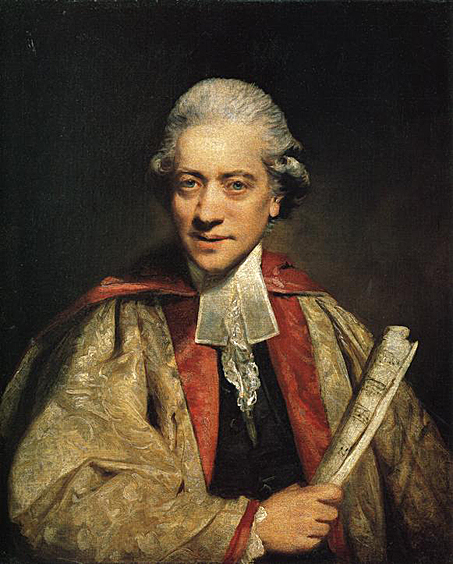
1781年のジョシュア・レイノルズ卿によるチャールズ・バーニー

チャールズ・バーニー（FRS  Charles Burney、1726年4月7日 – 1814年4月12日）は、イギリスのオルガン奏者、音楽史家、作曲家、音楽家、音楽学者。娘は作家のフランシス・バーニーとサラ・バーニー、息子は探検家のジェームズ・バーニーと大英博物館の古典学者で本の寄贈者であるチャールズ・バーニー・ジュニア。バーニーは二度にわたりヨーロッパを旅行して音楽史を編纂した。2つの旅行記はヨーロッパ音楽史研究における重要な著作となっている。邦訳は2020年になって初めて出版された。
1744-46年 トマス・アーンに学び、1769年オックスフォード大学で音楽博士号を取得。1770年フランスとイタリアに、1772年オランダ、ドイツ、オーストリアに音楽史執筆のための資料収集旅行を行い、2つの旅行記を発表した。また 1776-89年に4巻の『音楽史概説』A General History of Musicを発表。 1783年以後チェルシー王立病院のオルガン奏者として活躍。

## 初期の人生とキャリア
チャールズ・バーニーは、1726年4月7日に、シュルーズベリーのレイヴンストリートで、音楽家、ダンサー、肖像画家であったジェームズ・マクバーニー（1678–1749）の2番目の妻アン（クーパー出身、1690‐1775年頃）との間に、ジェームズの6人の子供の4番目として生まれた。子供の頃に彼と兄のリチャード（1723–1792）はコンドーヴァー(Condover)「ナースボール」へ里子に出され、1739年までそこに住んでいた。彼は1737年にシュルーズベリー校で正式な教育を始めると、1739年にチェスターのキングス・スクールへ転入し、父親はスクールに居住して働いた。彼の最初の音楽の教師は、大聖堂のオルガニストでありジョン・ブロウの弟子であったE・ベイカーだった。 15歳でシュルーズベリーに戻ったバーニーは、セント・メアリー教会のオルガニストである異母兄弟のジェームズ・バーニーの下で3年間音楽の勉強を続け、その後トマス・アーン博士の弟子になり、ロンドンに3年間居住した 
バーニーは1745年3月30日にドルリー・レーン劇場で上演されたアーン博士のオペラ、『アルフレッド』(Alfred)のためにいくつかの音楽を作曲し、1749年にはフェンチャーチ・ストリート (Fenchurch Street) のセント・ダイオニス（聖ディオニシオ）・バック教会(St Dionis Backchurch)のオルガニストに年俸30ポンドで任命された。また近年コーンヒルのパブ、キングス・アームズで催された「ニュー・コンサート」でチェンバロを演奏することにも従事していた。その後バーニーは健康を害したため、1751年にノーフォークのキングズ・リンへ赴き、そこで年俸100ポンドでオルガニストの職に就いた。バーニーはそこに9年間住み、その間に普遍的な音楽通史を著すという構想を抱いた。聖セシリアの祝日のための彼のオードは、1759年にラニラ・ガーデンズ (Ranelagh Gardens) で上演された。1760年にバーニーは健康を取り戻し、新しい家族と共にロンドンに戻った。バーニーの最初の子供、長女のエスターは、8歳でチェンバロ奏者として活躍してロンドンの人々を驚かせた。バーニーがロンドンに戻った直後に出版したチェンバロのための協奏曲は大いに賞賛された。 1766年、彼はドルリー・レーンで、ジャン=ジャック・ルソーのオペラ「村の占い師」 (Le devin du village) の翻訳と翻案を「カンニング・マン」というタイトルで制作した。

## 家族と社会生活
1749年、ロンドンでオルガン奏者およびチェンバリストとして働いている間、バーニーはエスター・スリープと結婚した。夫婦には6人の子供、チェンバロ奏者のエスター(ヘティー)、 探検家のジェームズ・バーニー、著名な作家フランセス・バーニー（しばしばファニーと呼ばれる）、スーザン（スージー）、シャーロット（後のフランシス夫人）、そして古典主義者で学校の校長であるチャールズ・バーニー・ジュニアがいた。エスター(ヘティ)は、後にいとこのチャールズ・ルソー・バーニーと結婚してバーニー夫人になった。
バーニーとその家族の生活はノーフォークからロンドンの活発な文化の中に移り、。その中には、肖像画家のジョシュア・レイノルズ卿、辞書学者のサミュエル・ジョンソン、劇作家のリチャード・ブリンズリー・シェリダン、作曲家のハリエット・ウェインライト、著述家のエドマンド・バーク、サザークの議員・ヘンリー・スレイルがおり、スレイルの妻ヘスター・スレイルはフランセスの親友だった。これらはフランセスによって鮮明に記述された。
バーニーの最初の妻エスターは1761年に亡くなり。 1767年にリン時代の友人スティーブン・アレンの未亡人エリザベス・アレンと2度目の結婚をした。この結婚から息子のリチャード・トーマスと、小説家になった娘のサラ・ハリエット・バーニーが生まれた。

## その後のキャリア
バーニーは1769年6月23日に学士号と音楽博士号を取得し、オックスフォード大学ではバーニーを称えて彼自身の作品が演奏された。これは、序曲、ソロ、レチタティーヴォ、コーラスを伴うアンセムと、演奏されなかった8声部のアンセムで構成されていた。 1769年に、1742年から出現した主な彗星の記録についてのエッセイを出版した。バーニーは様々な専門的な趣味を持っていたが、本来の研究目的である音楽史の編纂をも失うことはなかった。バーニーは海外に旅行して、英国では入手できない資料を収集することを決断した。
彼は1770年6月にロンドンを離れ、数多くの紹介状を携えて、パリ、ジュネーブ、トリノ、ミラノ、パドヴァ、ヴェネツィア、ボローニャ（モーツァルトと出会った場所）、フィレンツェ、ローマ、ナポリを旅行した。バーニーの取材は、『フランス、イタリアの音楽の現状』（ The Present State of Music in France and Italy） (1771) として出版され、高い評価を得た。 1772年7月、バーニーは更なる調査を行うために再び大陸を訪れ、ロンドンに戻った後に、『ドイツ、オランダ、オーストリアの音楽の現状』（The Present State of Music in Germany，the Netherlands and the United Provinces ）（1773）という題で旅行記を発表し、 同年に王立学会のフェローに選出された。
1776年に、バーニーの長期にわたって執筆される『一般音楽史』(A General History of Music）の最初の巻（四つ折り判）が登場した。1782年にバーニーは第2巻を出版、1789年に3巻と4巻目を出版した。音楽史は一般的に好評だったが、ドイツのヨハン・ニコラウス・フォルケルは、バーニーのバッハの評価に対する批判をバッハの伝記の中で記述し、スペインの元イエズス会士ヴィセンテ・レケーノ（Vicente Requeno）は、自身の『ギリシアとローマのカントンの調和芸術の修復に関するエッセイ』（Saggj sul Ristabilimento dell' Arte Armonica de' Greci e Romani Canton）（パルマ、1798年）の中で、バーニーの古代ギリシャの音楽に関する記述を攻撃し、彼をロ・スコンピリアート・バーニー（lo scompigliato Burney[混乱したバーニー]）と呼んだ。第4巻は、バーニーの時代のイギリスにおけるオペラの誕生と発展、そして音楽活動の状況を網羅している。
バーニーの最初の旅行記はクリストフ・ダニエル・エベリング (Christoph Daniel Ebeling) によってドイツ語に翻訳され、1772年にハンブルクで印刷された。ヨハン・ヨアヒム・クリストフ・ボーデ (Johann Joachim Christoph Bode) によってドイツ語に翻訳された彼の2番目の旅行記は1773年に同じくハンブルクで出版された。オランダでは1786年にフローニンゲンから、当地のオルガニストJ・W・ルスティヒ（Jacob Wilhelm Lustig）による、手記を含むバーニーの2度目の旅行記のオランダ語訳が出版された。バーニーの『一般音楽史』の第1巻はヨハン・ヨアヒム・エシェンブルク(Johann Joachim Eschenburg)によってドイツ語に翻訳され、1781年にライプツィヒで印刷された。バーニーは、マルティーニ師の『音楽史(Storia della Musica)』（ボローニャ、1757年-1770年）の最初の2巻から多くを学び、執筆の助けとした。

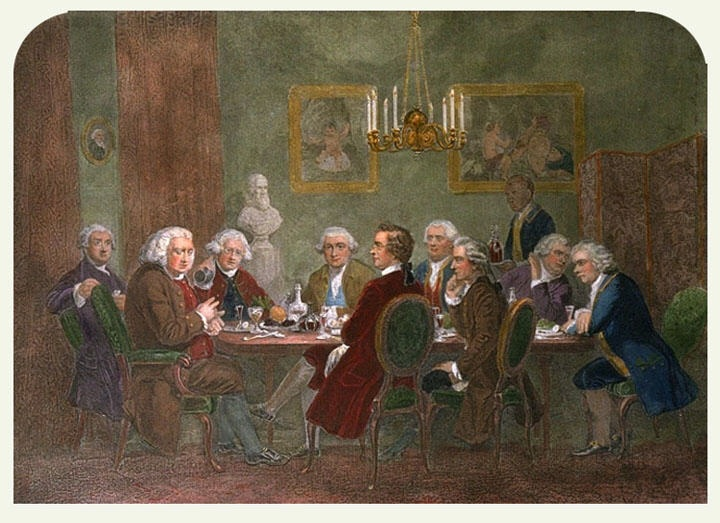
ジョシュア・レイノルズ卿の文学パーティー

1774年、バーニーは音楽学校設立の計画書を大学に提出したが実現しなかった。 1779年に彼は王立学会のために、当時非常に注目を集めていた若い音楽家ウィリアム・クロッチの記述を書いた。1784年にはイタリア語のタイトルで、パッションウィーク中にローマ教皇の礼拝堂で毎年演奏される音楽を出版した。 1785年、音楽基金への資金集めのため、前年のウェストミンスター寺院でのジョージ・フレデリック・ヘンデルの最初の記念の記述を、ヘンデルの生涯とともに出版した。 1796年にはピエトロ・メタスタージオに対する回顧録を出版した。
バーニーは晩年に、自然哲学と数学の部門に属していないすべての音楽記事を『リーズ百科事典』(Rees's Cyclopædia)に記述し、辞典完成への貢献に対する報酬として1000ポンドを与えられた。後者は実際にはジョン・フェアリー親子（ジョン・フェアリー・シニア (John Farey Sr.) とジョン・フェアリー・ジュニア (John Farey Jr.) によって書かれており、バーニーのリーズ百科事典への記述 (Music articles in Rees's Cyclopaedia) には、特に当時のロンドンにおける音楽の状況について、彼の以前の著作には登場しなかった多くの新しい資料が含まれていた。1783年、バーニーは友人のエドマンド・バークの財務省の斡旋により、チェルシー王立病院(Royal Hospital Chelsea)の礼拝堂のオルガニストに任命された。バーニーはセント・マーティンズ・ストリート、レスター・スクエアからチェルシーに移り住み、残りの人生をそこで過ごした。 1810年、バーニーはフランス研究所の会員になり、美術のクラスの特派員を指名した。バーニーは1806年からチャールズ・ジェームズ・フォックス卿によって、終生300ポンドの年金を与えられていた。1814年4月12日、バーニーはにチェルシーの大学で死去し、大学の墓地に埋葬された。ウェストミンスター寺院にはバーニーの記念碑が建てられた。
バーニーの蔵書は、1814年8月8日からウェストミンスターのジョン・ホワイトによってオークションで売却された 

## 肖像と文献

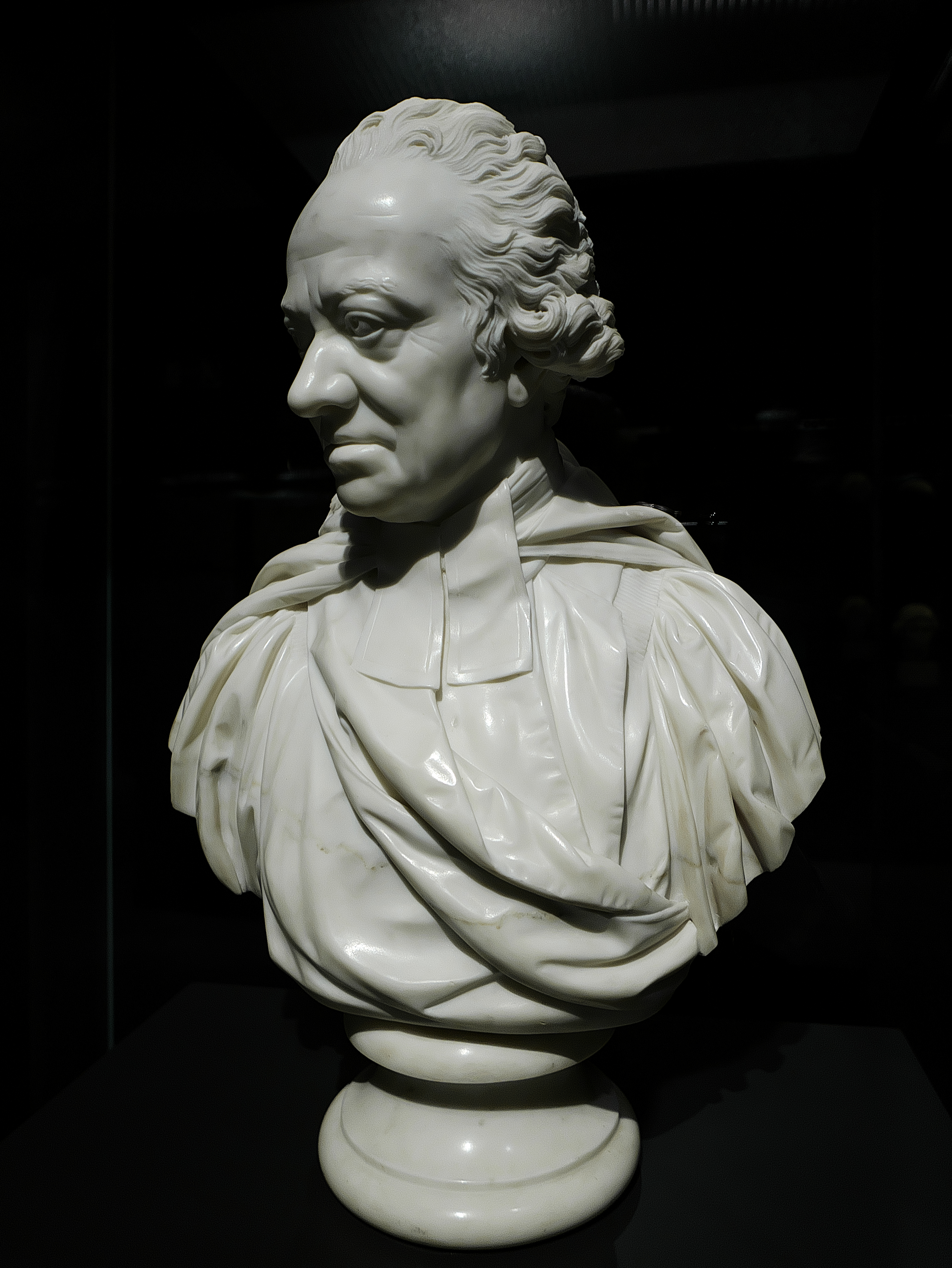
ジョセフ・ノルケンズによるバーニーの胸像

バーニーの肖像画は、1781年にジョシュア・レイノルズによって描かれヘンリー・スレイル(Henry Thrale)の所蔵品となった。胸像は1805年にジョセフ・ノルケンズ(Joseph Nollekens)によって彫造された。バーニーは、1791年にロイヤル・ソサエティ・オブ・アーツのために描かれたジェームズ・バリーの「The Thames」（「Triumph of Navigation」とも呼ばれる）にも登場している。バーニーは当時の著名な芸術家や文学者の間で幅広い知人を持っており、友人のサミュエル・ジョンソン博士の伝記を記述することを考えていたが、多くの伝記作家が博士の伝記を出版したためその構想を放棄した。
バーニーの長男のジェームズ・バーニー(James Burney)は、1821年に海軍少将となって死去したイギリス海軍の著名な将校であり、ジェームズ・クックの最後の2回の航海に同行し、退役後は作家として活動していた。バーニーの次男は、大英博物館への本の主要な寄贈者で、のちに牧師となるチャールズ・バーニー・ジュニア(Charles Burney)で、次女のフランシス・バーニー(Frances Burney)はファニーと呼ばれ、作家となって小説や戯曲の執筆で知られるようになり、後に1793年にフランスからの亡命者アレクサンドル・ダルブレ（Alexandre D'Arblay）と結婚し、マダム・ダルブレと呼ばれるようになった。彼女の出版された日記と手紙にはダルブレとの結婚のことや、1798年の妹のシャーロットと投資家で政治的な文筆家だったラルフ・ブルーム(Ralph Broome)との再婚に対して父チャールズが初めは反対していたことなど、バーニーの公的および私的な生活と、バーニー友人や同時代人の多くの詳細で興味深い詳細が含まれている。バーニーの伝記は1832年にフランシスによって公刊されたが、それは常に賛美的であると批判されてきた 。二度目の結婚による彼の娘、サラ・バーニー(Sarah Burney)も同様に小説家だった。彼女の手紙は、彼女の父親についての興味深く、あまり褒められない情報を提供する。サラは老後の世話をしたが、彼らの個人的な関係は貧弱なままだった 。

## 文化的参照
ジョンソン博士は、後の作家によると、フランスとイタリアの音楽の現状（1771）からインスピレーションを得た。ジョンソン博士が彼自身のヘブリディーズ諸島ツアーでそれを真似て、「私はその賢い犬のバーニーのミュージカルツアーを目にした」と言って、彼らが見たり観察したりしたことを説明する傾向がある旅行者のためのモデル 
バーニーは、サミュエル・ジョンソンを「探偵」（探偵）として取り上げたシリーズの一部である「ヴィオッティ・ストラディヴァリウス」と題された、歴史ミステリーの米国作家であるリリアン・デ・ラ・トーレ（リリアン・ブエノ・マキュー、1902〜1993）の物語に登場する。物語は、オルロフダイヤモンドの盗難と回収に関連して、バーニー、彼の娘ファニー、ジョヴァンニ・バッティスタ・ヴィオッティと彼のストラディバリウス、グリゴリー・グリゴリーエヴィッチ・オルロフ、ジョンソンとジェームズ・ボズウェルの間の架空の出会いを特徴としている 

## 作曲
1. The Cunning Man, an adaptation of Jean-Jacques Rousseau's opera Le Devin du village (1766–67)
2. Six Sonatas for the harpsichord (1761)
3. Two Sonatas for the harpsichord or piano, with accompaniments for violin and violoncello; 2 sets (1769 and 1772)
4. Sonatas for two violins and a bass, op. 4 (1759)
5. Six Lessons for the harpsichord
6. Six Duets for two German flutes
7. Three Concertos for the harpsichord
8. Six Cornet Pieces with an introduction and fugue for the organ
9. Six Concertos for the violin, etc., in eight parts, op. 5 (c. 1760)
10. Two Sonatas for pianoforte, violin and violoncello
11. Four Sonatas or Duets for two Performers on One Piano Forte or Harpsichord (1777)
12. Anthems, etc.
13. 6 Songs composed for the Temple of Apollo, book 1, op. 2 (c. 1750)
14. I will love thee, O Lord my strength (Psalm xviii), solo, chorus, orchestra, DMus exercise (1769)
15. XII. Canzonetti a due voci in Canone, poesia deli' Abate Metastasio (c. 1790)
16. Preludes, Fugues, and Interludes; for the Organ. Alphabetically arranged in all the keys that are most perfectly in tune upon that Instrument & printed in a Pocket size for the convenience of Young Organists, for whose use this book is particularly calculated & Published by Chas. Burney, Mus:D.

## 参照
- 神よ、皇帝フランツを守り給え – バーニーによる詩の翻訳

### ソースの時系列リスト
以下の多くは、リースのシクロペディア（1802〜1819）のバーニーの音楽記事を参照しています。
- PA Scholes、イギリスとニューイングランドのピューリタンと古楽、OUP、1934年。リースのバーニーの記事を時折参照します。
- PA Scholes、 The Oxford Companion to Music 、1938年（およびそれ以降の版）。 Burney's Reesの記事から頻繁に引用し、作品のイラストをいくつか掲載しています。
- PA Scholes、「バーニー博士の生涯と仕事への新たな探求」、音楽協会第67回セッションの議事録、1940〜 1941年、1〜30ページ。 pp。24–25には、「BurneyanEncyclopaedist」というタイトルのセクションがあります。
- PA Scholes、 The Great Dr Burney 、1948、Vol。 2、pp。184–201、Chapter LVIII、 "Virtues and vagaries ofaseptuagenarianencyclopædist" ReesのBurneyの記事への参照と引用
- PA Scholes、ヨーロッパでのバーニー博士のミュージカルツアー、2巻、OUP、1959年。リースのバーニーの記事への参照と引用
- CBオールドマン、「バーニー博士とモーツァルト」、モーツァルトジャーブッフ1962/63 。 （1964）、pp。73–81には、モーツァルトに関するバーニーのリースの記事からの抜粋が含まれています。
- ロジャー・ロンズデール、チャールズ・バーニー博士：文学伝記、OUP 1965、407〜431頁、第X章、「バーニーとリースのサイクロペディア」
- Roger Lonsdale、「Dr Burney's'Dictionary of Music」、 Musicology Australia 、Vol。 5、No。1、pp。159–171、1979。スコールズの議論に対する批判を伴うバーニーのリース記事の説明
- ジェイミー・クロイ・カッセラー、英国の音楽の科学：執筆、講義、発明のカタログ、2巻、ガーランド、1979年。 BurneyとFareySrの両方がインデックスに頻繁に表示されます。リースのシクロペディアと音楽については、1200〜1204ページで説明されています。
- ケリー・S・グラント、音楽評論家および歴史家としてのバーニー博士。 UMI Research Press、ミシガン州アナーバー、1983年。リースのバーニーの記事への頻繁な参照といくつかの引用
- Slava Klima、Gary Bowers、Kerry S. Grant、チャールズバーニー博士の回顧録、1726〜 1769年、ネブラスカ大学出版。リンカーンとロンドン、1988年。リースのバーニーの記事への頻繁な参照と引用
- AP Woolrich、 Dr Burney and Rees's Cyclopaedia 、 Burney Letter 、Vol。 23、No。1、2017年春、1〜2ページおよび10〜11ページ。 CyclopaediaへのBurneyの音楽貢献について説明します。バーニー協会が発行したバーニーレター。 ISSN 1703-9835。
- AP Woolrich、「ReesのCyclopaediaからの音楽伝記の統合版、（1802–1819）」、 Burney Letter 、Vol。 23、No 2、2017年秋、6〜7ページ。伝記の完全な紹介の編集版
- AP Woolrich、チャールズ・バーニー博士、ジョン・ファレイ・シニア＆ジョン・ファレイ・ジュニアによるリースのシクロペディアの一般的な音楽記事、バーニー・レター、Vol。 25、No 2、春。 2019. pp。1、6–7および12

### 自著出版物
- 1742年から登場した彗星の歴史に関するエッセイ／An Essay towards a History of Comets that have appeared since the year 1742（ロンドン、1769年）
- フランス、イタリアの音楽の現状／The Present State of Music in France and Italy、ロンドン、1771年）
- ドイツ、オランダ、オーストリアの音楽の現状／The Present State of Music in Germany，the Netherlands and the United Provinces（ロンドン、1773年）
- 現代版：
  - バーニー博士のヨーロッパ大陸旅行、1770–1772年／Dr Burney's Continental Travels, 1770–1772, ed（CHグローバー、1927年）
  - バーニー博士のヨーロッパでのミュージカルツアー／Dr Burney's Musical Tours in Europe, ed）P・A・スコールズ編（オックスフォード、全2巻、1959）
  - フランスとイタリアにおける音楽と人物と風俗、1770年／H・エドマンド・プールによるオリジナル原稿（ロンドン、1969年）
  - 『チャールズ・バーニー音楽見聞録〈ドイツ篇〉= Charles Burney's musical tour in Germany 1772』 （小宮正安訳、春秋社、2020年）ISBN 978-4-393-93037-3
  - 『チャールズ・バーニー音楽見聞録〈フランス・イタリア篇〉= Charles Burney's musical tour in France and Italy 1770』（今井民子・森田義之訳、春秋社、2021年）ISBN 9784393930366
- 一般音楽史概説／A General History of Music（ロンドン、1巻、1776年、2巻、1782年 3巻・4巻、1789年）
- 現代版：
  - 一般音楽史概説／A General History of Music（チャールズバーニー著、フランク・マーサー編、全2巻、ロンドン、1935年、ニューヨークの復刻版、1957年）
- 幼児ミュージシャンのアカウント [ウィリアム・クロッチ]／Account of an Infant Musician [William Crotch]（ロンドン、1779年）
- ウィーンのマドモアゼルテレサパラディスの説明／Account of Mademoiselle Theresa Paradis, of Vienna（ロンドン、1785年）
- ウェストミンスター寺院でのミュージカルパフォーマンスの説明／An account of the Musical Performances in Westminster Abbey... In Commemoration of Handelヘンデルを記念して、ロンドン、1785年
- マンスリーレビュー、ロンドン、1785年から1802年の多数の書評／Memoirs of the Life and Writings of the Abate Metastasio[1]
- イギリスの偉大な音楽家ハイドンの到着に関する詩／Hymn for the Emperor. Composed by Doctor Haydn, translated by Burney（ロンドン、1791年）
- メタスタージオについての人生の回顧録と著作／Memoirs of the Life and Writings of the Abate Metastasio（ロンドン、全3巻、1796）
- 皇帝の賛美歌。ハイドン博士作曲、バーニー、ロンドン、1799年に翻訳
- リースのCyclopaediacのための多数の音楽記事／Numerous musical articles for Rees's Cyclopaedia 、1802〜1819年

### バーニーの論文
1814年に亡くなった後、バーニーの娘フランシスは、彼の日記を含む多くの写本を破壊し、他の箇所を抹消しました。 イェール大学のオズボーンコレクション、ニューヨーク公立図書館のバーグコレクション、大英図書館とオックスフォードのボドリアン図書館、そして小規模な公立および私立のコレクションなど、生き残った論文は広く散らばっています。 （Roger Lonsdale 、 Dr Charles Burney、Literary Biography 、Oxford 1965 pp 495–497を参照してください。 ）カナダのトロントにあるマギル大学のバーニーセンターは、チャールズと彼の娘であるフランシス（ファニーバーニー）の論文を含む、バーニー家の論文を長い間出版してきました。
チャールズ・バーニー博士の手紙（1751–1814）編集長：ピーター・セイバー
チャールズバーニー博士の手紙の学術版は、オックスフォード大学出版局から6巻で出版されています。
- Vol 1 1751–1784 Alvaro Ribeiro、SJが編集、ISBN 0-19-812687-5
- Vol 2 1785–1793（近日公開）LornaClark編集
- Vol 3 1794–1800（近日公開）StewartCooke編集
- Vol 4 1801–1806（近日公開）StewartCooke編集
- Vol 5 1807–1809（近日公開）ナンシー・ジョンソン編集
- Vol 5 1810–1814（近日公開）PeterSabor編集